# Kjartan Sturluson
Kjartan Sturluson (* 27. prosince 1975) je bývalý islandský fotbalový brankář. Za islandský národní tým odchytal 7 utkání.

## Klubová kariéra
Na Islandu hrál za dva kluby, za reykjavíkský Fylkir, se kterým vyhrál dvakrát islandský fotbalový pohár (2001, 2002), a za Valur, s nímž vyhrál také islandský fotbalový pohár v roce 2005 plus 1. islandskou ligu (2007) a islandský ligový pohár (2008).

## Reprezentační kariéra
Kjartan Sturluson hrál za islandský reprezentační výběr U19.
V A-mužstvu Islandu debutoval 21. srpna 2002 v přátelském zápase v Reykjavíku proti Andoře (výhra 3:0). Poté chytal v A-týmu až v roce 2008, kdy odehrál 6 zápasů.